# Исчезнувшие населённые пункты Иркутской области
Исчезнувшие населенные пункты Иркутской области — перечень прекративших существование населённых пунктов на территории Иркутской области.
Часть населённых пунктов были переселены, территории затоплены при строительстве Братской ГЭС. Другая группа населённых пунктов — уничтоженные лесными пожарами (например Боровое). Остальные в силу разных причин были покинуты жителями, или включены в состав других населённых пунктов.

### 2024 год
В Мамско-Чуйском районе — посёлки Большой Северный, Воронцовка, Заря, Тетеринск. В Нижнеилимском районе — пос. Миндей 2. В Нижнеудинском районе — участок Варяг.
В Усть-Илимском районе — посёлки Кедровый, Ковинский. В Черемховском районе — деревня Белые Ключи. В Шелеховском районе — посёлок Таёжный.

### 2023 год
Законом Иркутской области от 06.04.2023 № 29-ОЗ «Об упразднении отдельных населенных пунктов Иркутской области и о внесении изменений в отдельные законы Иркутской области» упразднены:
- 1) село Сполошино Петропавловского муниципального образования Киренского района;
- 2) деревню Кондрашина Юбилейнинского муниципального образования Киренского района;
- 3) село Чуя муниципального образования Мамско-Чуйского района;
- 4) участок Игнит Уковского муниципального образования Нижнеудинского района;
- 5) поселок Белая Зима Кирейского муниципального образования Тулунского района;
- 6) посёлок Красный Яр Захальского муниципального образования Эхирит-Булагатского района

### 2019 год
деревни Садки, Рысья, участок Чайка Мамско-Чуйского района.

### 2015 год
посёлок Светлый, деревни Шедой, Октябрьская Эхирит-Булагатского района; деревня Новый Кутугун и посёлок Шанхар Черемховского района; деревни
Завидная, Каштак, Большеусовская Аларского района; деревни Басово, Глухова, Назарово, Тира Усть-Кутского района

### 2005 год
Патриха — деревня в Тайшетском районе, в апреле «смыта» наводнением на реке Бирюса; пострадало 70 % домостроений, погибло 3 жителей, более 200 человек эвакуировано. Упразднена в октябре.

### 2004 год
Закон Иркутской области от 2 декабря 2004 года № 62-оз упразднены: деревни Глинка Шелаевского сельсовета, Новониколаевка Половино-Черемховского сельсовета, участок Еловский и блок-пост Венгерка Зареченского сельсовета Тайшетского района; заимки Зырянова, Осинцева Черемховского сельсовета, деревня Крюкова Бельского сельсовета Черемховского района; деревня Коркина Петровского сельсовета и село Сурово Коношановского сельсовета Жигаловского района; участки Кармановский Новолетниковского сельсовета, Ивановка Моисеевского сельсовета Заларинского района; село Боровое Андрюшинского сельсовета Куйтунского района; деревня Хутерген Белоусовского сельсовета Качугского района.

### 1999 год
Постановлением губернатора Иркутской области от 02.06.1999 года № 376-п посёлок исключены из учётных данных в Чунском районе: посёлки Озерный Веселовской сельской администрации и  Юбилейный Чунской поселковой администрации.
Постановлением губернатора Иркутской области от 18.06.1999 года N 73-пг исключены из учётных данных по Ангарскому району: заимка Весёлая Куть, участок Подсочка ; по Жигаловскому району: деревню Шаманова.

### 1998 год
Постановлением губернатора Иркутской области от 23 июля 1998 года от 23 июля 1998 года № 494-п упразднены:
по Братскому району: пос. Нижний Наратаевской сельской администрации, разъезды Ягодный и Путевой Турманской сельской администрации;
по Заларинскому району: участок Чёрная речка Черемшанской сельской администрации, участки Русь и Толстый Мыс Хор-Тагнинской сельской администрации;
по Нижнеилимскому району: станцию Призыв Речушинской сельской администрации;
по Слюдянскому району: пос. Колокольный Маритуйской сельской администрации;
по Усть-Илимскому району: д. Ёдарма Кеульской сельской администрации;
по Черемховскому району: д. Тагот Черемховской сельской администрации.
Постановлением Губернатора Иркутской области от 21.09.1998 N 574-П «Об исключении населенных пунктов из учётных данных области» упразднены:
в Бодайбинском районе пос. Андреевск Балахнинской поселковой администрации, Балаганах Жуинской сельской администрации, Каменистая (8-я) и Весенний Артемовской поселковой администрации; в Жигаловском районе: д. Дядина Головской сельской администрации; в Зиминском районе: д. Шишлянникова Покровской сельской администрации; в Тулунском районе: село Усть-Нюра Азойской сельской администрации, пос. Ёда Ишидейской сельской администрации, д. Правый Гарьен Икейской сельской администрации, д. Ключи Бурхунской сельской администрации, участок Гавань Перфиловской сельской администрация.